# 양산 통도사 석가여래 괘불탱
통도사 석가여래 괘불탱(通度寺 釋迦如來 掛佛幀, 영어: Hanging Painting of Tongdosa Temple (Sakyamuni Buddha))은 대한민국 경상남도 양산시 하북면, 통도사성보박물관에 있는 조선시대의 불화이다. 2002년 10월 19일 대한민국 보물 제1350호로 지정되었다.

## 현지 안내문
괘불이란 절에서 큰 법회나 의식을 행하기 위해 법당 앞뜰에 걸어놓고 예배를 드리는 대형 불교그림을 말하는데 통도사석가여래괘불탱은 꽃가지를 든 석가여래의 모습이 단독으로 그려진 괘불이다. 이 괘불탱은 화면 좌우와 윗부분 바깥쪽을 범자(梵字) 원문대로 테두리 지은 다음, 거대한 화면에 꽉 차게 정면을 향하여 서 있는 석가의 모습을 그렸다. 머리에는 보관을 쓰고 있으며, 머리광배와 몸광배가 있고, 광배 밖 윗부분에는 옅은 녹색과 적색의 구름을 적절히 배치하고 바탕을 검은색으로 처리하여 공간감을 부여해 주고 있다.
두손과 두발의 표현이 섬세하고 탄력적인 원숙미를 보여주며, 마치 그림의 바탕처럼 처리된 몸광배는 별 장식없이 좌우로 대칭되게 모란꽃을 배치하여 화면에 명랑한 분위기를 한층 더 해주고 있다.
그림 맨 하단 좌우에 남아 있는 기록에 의하면, 이 괘불탱은 조선 영조 43년(1767)에 태활(兌活)이 화주(化主)하고, 두훈(두薰)을 비롯한 14인의 화승들이 참여하여 조성되었음을 알 수 있다.
전반적으로 보존상태가 양호하며 단정하고 세련된 필선과 안정감 있고 균형잡힌 신체, 호화로우면서도 조화로운 색채, 다양하고 섬세한 문양의 표현 등이 뛰어나다. 특히 괘불탱의 이름이 ‘석가불’임을 알게 해 주는 현판을 구비하고 있어서 영·정조대 18세기 괘불화의 도상연구에 귀중한 자료로 평가된다.

## 참고 문헌
- 이 문서에는 다음커뮤니케이션(현 카카오)에서 GFDL 또는 CC-SA 라이선스로 배포한 글로벌 세계대백과사전의 "《통도사석가여래괘불탱》" 항목을 기초로 작성된 글이 포함되어 있습니다.

## 저서
- 통도사석가여래괘불탱[깨진 링크(과거 내용 찾기)], 75Mb, 문화재청, 대형불화 정밀조사 보고서, 2016-04-15

## 같이 보기
- 통도사
- 통도사 괘불탱 - 보물 제1351호

## 참고 자료
- 통도사 석가여래 괘불탱 - 국가유산청 국가유산포털